# Hilde Sperling
Hildegard »Hilde« Krahwinkel Sperling, nemško-danska tenisačica, * 26. marec 1908, Essen, Nemško cesarstvo † 7. marec 1981, Helsingborg, Švedska.
V posamični konkurenci je trikrat zapored osvojila turnir za Amatersko prvenstvo Francije, v letih 1935, 1936 in 1937, ko je vselej v finalu premagala Simonne Mathieu. Na turnirjih za Prvenstvo Anglije se je dvakrat uvrstila v finale, leta 1931, ko jo je tam premagala Cilly Aussem, in leta 1936, ko jo je premagala Helen Hull Jacobs. V konkurenci ženskih dvojic se je leta 1935 uvrstila v finale turnirjev za Amatersko prvenstvo Francije in Prvenstvo Anglije, v konkurenci mešanih dvojic pa dvakrat v finale turnirja za Prvenstvo Anglije, ki ga je leta 1933 tudi osvojila. Leta 2013 je bila sprejeta v Mednarodni teniški hram slavnih.

## Finali Grand Slamov

### Posamično (5)

#### Zmage (3)
| Leto | Turnir                           | Nasprotnica v finalu | Rezultat finala |
| 1935 | Amatersko prvenstvo Francije     | Simonne Mathieu      | 6–2, 6–1        |
| 1936 | Amatersko prvenstvo Francije (2) | Simonne Mathieu      | 6–3, 6–4        |
| 1937 | Amatersko prvenstvo Francije (3) | Simonne Mathieu      | 6–2, 6–4        |

#### Porazi (2)
| Leto | Turnir                | Nasprotnica v finalu | Rezultat finala |
| 1931 | Prvenstvo Anglije     | Cilly Aussem         | 2–6, 5–7        |
| 1936 | Prvenstvo Anglije (2) | Helen Hull Jacobs    | 2–6, 6–4, 5–7   |

### Ženske dvojice (2)

#### Porazi (2)
| Leto | Turnir                       | Partnerica             | Nasprotnici v finalu         | Rezultat finala |
| 1935 | Amatersko prvenstvo Francije | Margaret Scriven       | Ida Adamoff Kay Stammers     | 4–6, 0–6        |
| 1935 | Prvenstvo Anglije            | Freda James Hammersley | Simonne Mathieu Kay Stammers | 1–6, 4–6        |

### Mešane dvojice (2)

#### Zmage (1)
| Leto | Turnir            | Partner             | Nasprotnika v finalu           | Rezultat finala |
| 1933 | Prvenstvo Anglije | Gottfried von Cramm | Mary Heeley Norman Farquharson | 7–5, 8–6        |

#### Porazi (1)
| Leto | Turnir            | Partner      | Nasprotnika v finalu         | Rezultat finala |
| 1930 | Prvenstvo Anglije | Daniel Prenn | Elizabeth Ryan Jack Crawford | 1–6, 3–6        |